# Cultura de Arabia Saudita

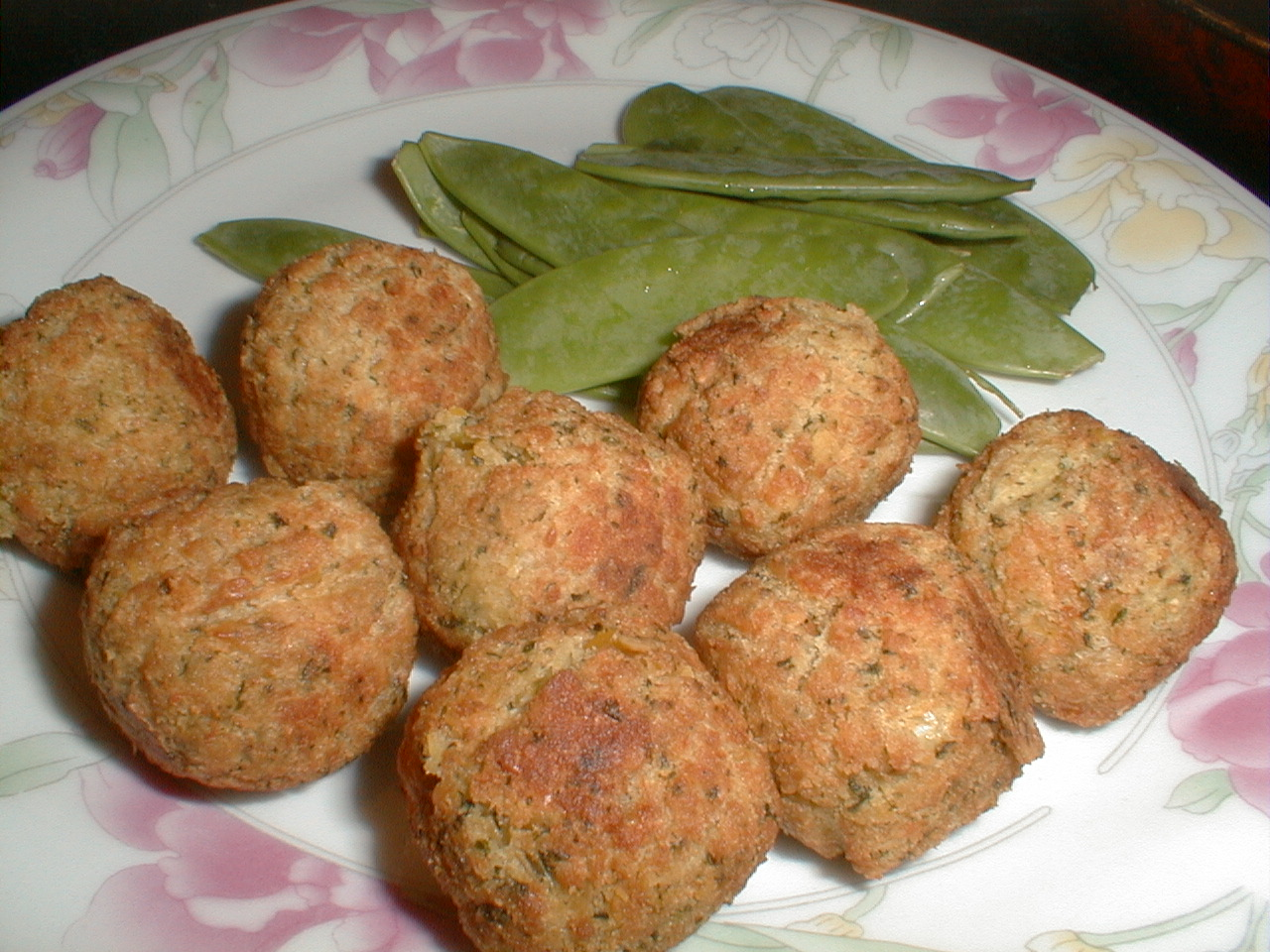
Faláfel con hierbas, plato típico de Arabia Saudita.

La cultura de Arabia Saudita está codificada por la religión y los principios morales heredados de una larga tradición cultural musulmana. En ese sentido, el comportamiento, la vestimenta y la alimentación están sujetos a las restricciones que aplica la "Sharia" o ley islámica. Si bien los árabes están bien informados sobre el respeto a las libertades en Occidente, la monarquía que domina el país impide completamente la libertad de expresión. Por eso no existen partidos políticos, sindicatos ni foros públicos de ningún tipo.

## Vestimenta
Tradicionalmente, los hombres utilizan una vestimenta de algodón o lana que los cubre hasta los tobillos, conocida como “thawb” y una “ghutra” o pañuelo cuadrado de algodón que se pone en la cabeza y se mantiene con cordones de diferentes estilos. Para los raros días de frío, los hombres usan una capa de pelo de camello denominada “bisht”. Los vestidos de las mujeres frecuentemente están decorados con motivos tribales, monedas e hilo metálico. Si salen de la casa, las mujeres deben usar una capa larga negra llamada abaya y un velo o "niqab". La ley islámica no se aplica a los extranjeros, pero se recomienda recato y propiedad en la vestimenta.

## Gastronomía
El pan árabe sin levadura se consume en casi todas las comidas. Otros alimentos son el cordero, el pollo, el faláfel hecho de bolas de garbanzos fritos, cordero en tiras, una pasta formada por fabada, ajo y limón. Los tipos de café son numerosos, si bien paulatinamente se ven desplazados por lugares de comida rápida, donde les han negado el servicio a mujeres solas que no vayan acompañadas por algún familiar varón. El té árabe es también una tradición importante el cual se toma en reuniones formales o familiares. El té se toma sin leche y se le añade hierbas de diferentes sabores.

## Cine, teatro y costumbres
Los teatros y los cines están prohibidos, por cuanto la tradición Wahabbi considera estas instituciones incompatibles con el islamismo. Sin embargo, en algunos lugares privados se pueden encontrar representaciones teatrales, musicales y otras manifestaciones artísticas, pero no películas. Asimismo, en el único cine público de todo el país, una sala IMAX en la ciudad de Al Kobhar, se exhiben únicamente documentales. La primera película Saudí fue Wadjda de 2012, dirigida por una mujer.
Anualmente se celebra el Al Jenadriyah, que constituye un festival folclórico de danza y música popular que dura varios días. Otra de las costumbres folclóricas más notables es el Ardah, danza tradicional del país. La danza de las espadas está basada en una tradición beduina, en la que los tambores marcan el ritmo y un poeta declama versos, mientras que las mujeres van portando espadas danzando hombro con hombro. La música folclórica denominada Al-sihba de Hiyaz tiene su origen en al-Ándalus. En La Meca, Medina y Yeda, la danza incorpora un instrumento denominado "al-mizmar", el cual es similar al oboe occidental.